# Гуцу Ольга Генріхівна
Ольга Генріхівна Гу́цу (нар. 24 квітня 1959, Київ) — українська і молдовська художниця-графік і педагог; член Спілки радянських художників України з 1990 року і Спілки художників Молдови з 1995 року. Дочка художників Генріха і Майї (Григор’євої, дочка С. Григор’єва) Нечипоренків.

## Біографія
Народилася 24 квітня 1959 року в місті Києві (нині Україна). Закінчила Київський художній інститут.
З 1983 року працювала на Комбінаті монументально-декоративного мистецтва; з 1995 року працює викладачем у Ліцеї мистецтв у Кишиневі.

## Творчість
Працює у галузі станкової графіки у стилі романтичного реалізму. Серед робіт цикли:
- «Пори року» (1997);
- «Зачарований ліс» (1999);
- «Мелодія–3» (2001);
- «Світло» (2002);
- «Простір» (2002);
- «Угамування Води» (2004);
- «Пан» (2005).

Брала участь у республіканських виставках з 1978 року, міжнародних — з 1996 року. Персональна виставка відбулася у Кишиневі у 2004 році.
Окремі роботи художниці зберігаються в Національному музеї образотворчого мистецтва у Кишиневі, Музеї образотворчого мистецтва та етнографії у Бакеу.